# Olcella australis
Olcella australis är en tvåvingeart som först beskrevs av Malloch 1934.  Olcella australis ingår i släktet Olcella och familjen fritflugor. Inga underarter finns listade i Catalogue of Life.